# Imogen Waterhouse
Imogen Hope Waterhouse (* 9. Juni 1994 in Hammersmith, London, England) ist ein britisches Model und eine Schauspielerin.

## Leben
Imogen, mit Spitznamen Immy, wurde als Tochter eines Schönheitschirurgen und einer Krankenschwester geboren und wuchs in Chiswick auf. Sie hat eine ältere Schwester Suki, die ebenfalls Schauspielerin ist, sowie eine jüngere Schwester.
Waterhouse begann 2012 unter anderem durch die Social-Media-Plattform Instagram auf sich aufmerksam zu machen und hatte alleine mit ihrem dortigen Account schnell mehr als 90.000 Follower. Ihre Modelkarriere startete sie 2014 bei Next Model Management, einem Unternehmen der Next-Model-Agentur in London. Sie modelte u. a. schon für Tommy Hilfiger und Burberry.
Ihre schauspielerische Laufbahn begann Waterhouse 2015 in der ersten Folge der Serie The Coroner. Durch eine Videobewerbung bekam sie 2016 ihre erste Filmrolle in Tom Fords Filmdrama Nocturnal Animals. Die erste Hauptrolle bekam sie im Film Braid, der 2018 in die Kinos kam. Von 2018 bis 2021 spielte sie als Lady Gwynn eine der Hauptrollen in den ersten drei Staffeln der Fantasy-Serie The Outpost.

## Filmografie (Auswahl)
- 2015: The Coroner (Fernsehserie, Episode 1x01)
- 2016: Nocturnal Animals
- 2016: Stan Lee’s Lucky Man (Fernsehserie, Episode 1x02)
- 2017: The Halcyon  (Fernsehserie,  Episode 1x01)
- 2017: The Last Photograph
- 2018: Naan & Balsamic Vinaigrette (Kurzfilm)
- 2018: Braid
- 2018–2021: The Outpost (Fernsehserie, 36 Episoden)
- 2019: Rain Stops Play (Kurzfilm)
- 2021: Die Bande aus der Baker Street (The Irregulars, Fernsehserie, Episode 1x04)
- seit 2023: The Buccaneers (Fernsehserie)